# Celeste Star
Pour les articles homonymes, voir Céleste et Star.
Crystal Ann Varela, dite Celeste Star, née le 28 décembre 1985 à Pomona en Californie, est une actrice pornographique et mannequin de charme américaine.
Elle a été nommée « Pet of the Month » (la fille la plus jolie du mois) de la revue Penthouse en juillet 2005, puis en juin 2007 la DanniGirls du mois. Elle se produit parfois sous le nom de Celesete Star ou Celeste Simone.

## Biographie
Elle a des origines irlandaises et mexicaines.
Elle ne tourne que des scènes lesbiennes. Elle a aussi tourné une scène hétérosexuelle, qu'elle n'a pas du tout trouvé fameuse. En 2017 dans le magazine HOT VIDEO elle annonce sa préférence pour les femmes depuis son adolescence et en profite pour annoncer qu'elle se sent lesbienne à 100 % .
Dans sa vie privée, Celeste Star est en couple avec une femme depuis juin 2016.

## Filmographie succincte
Le nom du film est suivi du nom de ses partenaires lors des scènes pornographiques.
- 2004 : Ashton's Auditions 3 avec Ashton Moore et Jenna Haze
- 2005 : Women Seeking Women 18 avec Elexis Monroe
- 2005 : Women Seeking Women 19 avec Sofey
- 2005 : Pussy Party 8 avec ?
- 2005 : Girlvana 1 avec Kaylynn, Kirsten Price, Lexxi Tyler, MacKenzie Mack, Sammie Rhodes et 2 filles
- 2006 : Taboo 22 avec Carli Banks, Charlie Laine et Nevaeh
- 2007 : Women Seeking Women 33 avec Veronica Rayne
- 2007 : Lesbian Seductions 13 avec Jewels Jade
- 2008 : Women Seeking Women 45 avec Charlie Laine
- 2008 : Women Seeking Women 47 avec Alyssa Reece
- 2009 : Women Seeking Women 50 avec Jana Cova
- 2009 : Women Seeking Women 56 avec Alexis Texas
- 2009 : Molly's Life 2 avec Molly Cavalli et Alyssa Reece
- 2010 : Women Seeking Women 63 avec Wenona
- 2010 : Women Seeking Women 66 avec Tori Black
- 2010 : We Live Together 13 avec Clara G et Sammie Rhodes
- 2010 : We Live Together 14 avec April O'Neil et Sammie Rhodes
- 2010 : We Live Together 16 avec Sammie Rhodes et Veronica Ricci
- 2010 : The Big Lebowski: A XXX Parody avec Andy San Dimas, Ashley Gracie, Jackie Daniels et Kimberly Kane
- 2011 : Women Seeking Women 69 avec Shyla Jennings
- 2011 : We Live Together 17 avec Sammie Rhodes et Sara James ; avec Bree Daniels et Sammie Rhodes
- 2011 : We Live Together 19 avec Jayden Pierson, Mikayla Hendrix et Sammie Rhodes
- 2011 : We Live Together 20 avec Lux Kassidy et Sammie Rhodes
- 2011 : Cherry 1 avec Sinn Sage
- 2012 : We Live Together 21 avec Hayden Winters et Shyla Jennings ; avec Brooklyn Lee et Georgia Jones
- 2012 : We Live Together 22 avec Jada Stevens, Riley Jensen et Sammie Rhodes ; avec Bree Daniels et Rebeca Linares
- 2012 : We Live Together 23 avec Bree Daniels et Malena Morgan
- 2012 : We Live Together 24 avec Aiden Aspen et Sammie Rhodes
- 2012 : Me and My Girlfriend 1 avec Malena Morgan
- 2012 : Lesbian Adventures: Wet Panties Trib 3 avec Sinn Sage
- 2012 : Girls Kissing Girls 10 avec Hayden Winters
- 2013 : We Live Together 26 avec Jayden Cole et Sammie Rhodes
- 2013 : We Live Together 27 avec Ainsley Addison et Dani Daniels
- 2013 : We Live Together 30 avec Rilee Marks et Sammie Rhodes ; avec Malena Morgan
- 2013 : Molly's Life 20 avec Molly Cavalli et Sammie Rhodes
- 2013 : Lesbian Adventures: Wet Panties Trib 4 avec Dana DeArmond
- 2013 : Girls Kissing Girls 12 avec Anikka Albrite
- 2014 : We Live Together 34 avec Riley Jensen et Shyla Jennings
- 2014 : Lisa Ann Loves Girls avec Lisa Ann
- 2014 : Lesbian Desires 2 avec Bree Daniels
- 2015 : Angela Loves Women avec Angela White
- 2015 : We Live Together 38 avec Eva Lovia et Malena Morgan (scène 1) ; avec Megan Salinas et Malena Morgan (scène 5)
- 2015 : We Live Together 40 avec Malena Morgan et Teal Conrad
- 2015 : We Live Together 42 avec Ryan Ryans
- 2016 : Celeste Likes Naughty Girls avec Kendall Karson
- 2016 : Dani Daniels Is Delicious avec Ainsley Addison et Dani Daniels
- 2016 : When Girls Play avec Dani Daniels
- 2017 : Model Teacher 1 avec Lily LaBeau
- 2017 : My Sex Therapist avec Elle Alexandra (scène 2) ; India Summer (scène 4)
- 2018 : My Creepy Boss avec Angela Sommers et Trinity St. Clair
- 2018 : When Girls Play 4 avec Kendall Karson

## Récompenses
- 2006 AVN Award nominee – Best All-Girl Sex Scene, Video – Girlvana
- 2007 AVN Award nominee – Best Tease Performance – Intoxicated
- 2007 AVN Award nominee – Best Solo Sex Scene – Jesse Jane: All-American Girl
- 2008 AVN Award nominee – Best Solo Sex Scene – All Alone 2
- 2011 AVN Award nominee – Best All-Girl Group Sex Scene – The Big Lebowski: A XXX Parody :
  - Kimberly Kane, Andy San Dimas, Celeste Star, Ashley Grace et Jackie Daniels
- 2011 AVN Award nominee – Best All-Girl Group Sex Scene – FemmeCore :
  - Teagan Presley, Monique Alexander, Lisa Ann, Celeste Star, Alexis Ford et Andy San Dimas
- 2011 AVN Award nominee – Best All-Girl Three-Way Sex Scene – FemmeCore :
  - Teagan Presley, Andy San Dimas et Celeste Star
- 2011 AVN Award nominee – Best All-Girl Three-Way Sex Scene – Bonny & Clide :
  - Natasha Marley, Alexis Texas et Celeste Star
  - 2016 Girlsway GOTM, Girl/Girl Adult Film Star & 2017 AVN Winner *Best All-Girl Sex Scene 18+